# Mrežnički Novaki
 Mrežnički Novaki  falu Horvátországban, Károlyváros megyében. Közigazgatásilag Duga Resához tartozik.

## Fekvése
Károlyvárostól 11 km-re, községközpontjától 5 km-re délnyugatra, a Mrežnica jobb partján fekszik.

## Története
A településnek 1857-ben 205, 1910-ben 273 lakosa volt. A trianoni békeszerződésig Modrus-Fiume vármegye Vojnići járásához tartozott. 2011-ben 188-an lakták.

## Lakosság
| Lakosság változása | Lakosság változása | Lakosság változása | Lakosság változása | Lakosság változása | Lakosság változása | Lakosság változása | Lakosság változása | Lakosság változása | Lakosság változása | Lakosság változása | Lakosság változása | Lakosság változása | Lakosság változása | Lakosság változása | Lakosság változása |
| ------------------ | ------------------ | ------------------ | ------------------ | ------------------ | ------------------ | ------------------ | ------------------ | ------------------ | ------------------ | ------------------ | ------------------ | ------------------ | ------------------ | ------------------ | ------------------ |
| 1857               | 1869               | 1880               | 1890               | 1900               | 1910               | 1921               | 1931               | 1948               | 1953               | 1961               | 1971               | 1981               | 1991               | 2001               | 2011               |
| 205                | 213                | 193                | 129                | 283                | 273                | 261                | 291                | 280                | 295                | 304                | 294                | 249                | 300                | 207                | 188                |